# Орлово (Запорожская область)
Орлово (укр. Орлове) — село,
Светлодолинский сельский совет,
Мелитопольский район,
Запорожская область,
Украина. Бывшая немецкая колония. Одно из старейших сёл в Мелитопольском районе.
С населением 1105 человек Орлово почти вдвое крупнее Светлодолинского, сельсовету которого оно подчинено, и является крупнейшим в Мелитопольском районе селом, не имеющим собственного сельсовета.

## Географическое положение
Село Орлово находится на левом берегу реки Курошаны,
выше по течению на расстоянии в 2 км расположено село Курошаны (Токмакский район).
Село вытянуто вдоль реки на 8 км.

## История
Село Орлово включает в себя 4 бывших меннонитская колонии: Орлово, Тиге, Блюменорт (Приточное) и Розенорт. Все 4 колонии были основаны в 1805 году и названы в честь сёл в Западной Пруссии. До 1871 года они входили в Молочанский меннонитский округ, затем — в Гальбштадтскую (Молочанскую) волость Бердянского уезда. В таблице приведено количество земли в десятинах, закреплённое за сельскими общинами четырёх колоний:
| Год  | Орлово | Тиге | Блюменорт | Розенорт |
| ---- | ------ | ---- | --------- | -------- |
| 1811 | 1430   | 1422 | 1428      | 1536     |
| 1857 | 1365   | 1300 | 1300      | 1300     |
| 1914 | 1592   | 1481 | 1760      | 1727     |

В Орлове работали мастерская сельскохозяйственной техники Я. Классена, уксусный завод, торговая лавка братьев Реймеров.
Действовала школа (с 1844 года), центральное училище (1860), среднее женское училище (1908), реальная школа. С 1910 года в селе действовала частная лечебница. В селе жил И. И. Корнис.
В Тиге работал уксусный завод братьев Реймеров. С 1881 года действовало училище для глухонемых.
В Орлове проходили 1-й Всеобщий меннонитский конгресс (14—18 августа 1917) и конгресс меннонитов Украины (18—21 августа 1918).
В 1919 махновцы сожгли село Блюменорт, убили 34 человека в Блюменорте и 7 человек в Орлове.
В 1922—1924 годах в Орлове находилось Центральное правление Союза граждан голландского происхождения.
В 1928 году в селе были организованы колхозы «Дружба» и «Надежда».
25 сентября 1941 года, когда оккупация Мелитопольского района немецкими войсками стала неизбежна, органы НКВД начали операцию по депортации этнических немцев и меннонитов. Меннониты Орловского сельсовета были собраны на железнодорожной станции Лихтенау и отправлены на Крайний Север или в Среднюю Азию. Когда в начале октября Орлово было занято немецкими войсками, в селе осталось только 12 меннонитов..
До войны в Орлове располагался дом инвалидов для неполноценных детей. В ноябре 1941 года фашисты вывезли их за село и расстреляли.
В октябре 1943 Орлово было освобождено советскими войсками.
Вскоре после освобождения Тиге, Блюменорт и Розенорт были присоединены к Орлову, и в 1947 году Орловский сельсовет уже состоял из единственного села.
|                          |                                |                                                        |                             |                             |
| Больница. Начало XX века | Меннонитская церковь. 1905 год | Сельский праздник возле Центрального училища. 1910 год | Центральная улица. 1918 год | Сельский праздник. 1918 год |

## Население
В следующей таблице представлена динамика численности населения в сёлах, которые в настоящее время являются частями Орлова:
| Год  | Орлово | Тиге | Блюменорт | Розенорт |
| ---- | ------ | ---- | --------- | -------- |
| 1805 |        |      | 95        |          |
| 1818 | 131    | 114  | 149       | 115      |
| 1838 | 236    | 188  | 210       | 195      |
| 1856 | 277    | 240  | 280       | 279      |
| 1864 | 347    | 293  | 301       | 307      |
| 1886 |        |      | 408       | 405      |
| 1896 | 539    | 532  | 570       | 440      |
| 1905 | 486    | 449  | 474       | 349      |
| 1911 | 540    | 592  | 596       | 364      |
| 1915 | 272    | 569  | 624       | 199      |
| 1918 | 538    |      | 224       | 410      |
| 1923 | 611    | 498  | 325       | 473      |
| 1926 | 524    | 423  | 339       | 483      |
| 1939 | 845    | 882  | 404       | 486      |
| 2001 | 1105   | 1105 | 1105      | 1105     |

По переписи 1926 года в Орлове немцы составляли 88 % населения, в Тиге — 90 %, в Блюменорте — 78 %, в Розенорте — 93 %.

## Экономика
- «Орлово», ООО.
- Орловский психоневрологический интернат, КУ.

## Объекты социальной сферы
- Школа
- Фельдшерско-акушерский пункт.

## Достопримечательности
У села находится балка Курушана, в которой на площади 3,5 га произрастает свыше 100 видов растений. С 1972 года балка является памятником природы.

## Известные жители
- Корнис, Иоганн Иоганнович (1789—1848) — землевладелец, меннонитский государственный и общественный деятель.[10]
- Иоганн Янцен (1893—1967) — литератор, уроженец Орлова.[4] Автор рассказов «Frühlingsahnen» («Предчувствие весны») и «Im Nebel» («В тумане»), написанных в стиле импрессионизма, лауреат Горьковской премии (Харьков, начало 1930-х годов).[11]
- Н. А. Гора — доярка колхоза им. Карла Маркса, кавалер двух орденов Ленина.[12]